# Замок Калейн
Замок Калейн (англ. Culzean Castle, [kʌˈleɪn]) — один из наиболее известных замков Шотландии.

## История
Расположен между Мейболом и Мейденсом в бывшем округе Каррик на побережье Южного Эйршира.
Его спроектировал и построил в 18-м в. неоклассицист Роберт Адам для Дэвида Кеннеди, 10-го графа Кассилиса в стиле «романтический замок». Замок расположен на крутом утёсе на берегу моря и окружён замковым парком площадью два гектара с лебединым озером, игровой площадкой и лесными дорожками.
На территории замка расположен газовый завод, который до 1940 года использовался для производства городского газа из угля для освещения и отопления. Сегодня здесь действует постоянная выставка, посвященная изобретателю Уильяму Мёрдоку.
В 1945 году Кеннеди передали замок Национальному фонду Шотландии (NTS), который до настоящего времени проводит в замке экскурсии и обслуживает его. В знак признания заслуг по освобождению территорий Великобритании во время Второй мировой войны генерал (позднее президент США) Дуайт Д. Эйзенхауэр получил от Кеннеди в пожизненное пользование верхний этаж. В замке также есть посвящённая ему выставка.
В настоящее время замок — одна из самых посещаемых туристических достопримечательностей в районе города Эр. В 2019 году его посетили более 333 000 человек.
Замок изображён на 5-фунтовой банкноте Королевского банка Шотландии (серия 1987 года).